# Стівен Лі (південноафриканський активіст)
Стівен Бернард Лі (англ. Stephen Bernard Lee, нар. близько 1951) — колишній політв'язень з Південної Африки, відомий своєю втечею з в'язниці Преторії у 1979 році разом із другом-активістом Тімом Дженкіном та ще одним політичним в'язнем Алексом Мумбарісом.

## Біографія

### Молодість та активізм
Лі народився в Південній Африці. В 1971 році він зацікавився марксизмом і вивченням лівих політичних течій в Університеті Кейптауна, потім змінив факультет з бізнесу на соціологію. На уроках соціології він вперше зустрів Тіма Дженкіна . Незабаром вони подружились, обидва шукали заборонену урядом апартеїду літературу, вивчаючи, копіюючи її та обмінюючись нею з іншими студентами. Обидва розчарувались в вивченні соціології оскільки теорії що вони вивчали тільки зміцнивали статус-кво системи апартеїду.
Коли вони усвідомили всі масштаби несправедливості системи апартеїду, то покинули навчання, бажаючи працювати над зміною системи. Дійшовши висновку що вони не можуть досягти жодних реальних змін у конституційних рамках, які забороняли будь-яку ефективну опозицію, вони вирішили що за ідеали Африканського національного конгресу (АНК) варто боротися іншими шляхами. Єдиний спосіб яким вони могли працювати на цю заборонену організацію — це переїхати до Великої Британії та встановити там контакт з організацією. Тому обидва вирушили в дорогу в лютому 1974 року кораблем через Барселону, па потім кілька тижнів їхали Нідерландами.
Після прибуття в Лондон у квітні 1974 року вони подали заявку на вступ до АНК. Поки служба безпеки АНК перевіряла їх документи, Лі поїхав працювати столяром в Нідерландах і викладати англійську мову в Іспанії. Наприкінці 1974 року АНК повідомила йому, що їх кандидатури були схвалені і після кількох місяців навчання вони зможуть повернутись до Південної Африки, щоб допомагати руху. Також до відпарвкти в Південну Африку Лі встиг попрацювати кондуктором автобуса та приєднався до Транспортної профспілки (TGWU).
Після повернення до Кейптауна в липні 1975 року Лі та Дженкін купили друкарську машинку, розмножувач і канцтовари для друку та розсилки брошур. Спочатку орендували гараж, а потім крихітну квартиру. У березні 1976 року Лі вирішив поїхати до Йоганнесбурга шукати роботу і АНК випадково відправив їх обох на їх першу місію — підірвати валізу з листівками, щоб ті розлетілись навколо. В листівках АНК закликало підтримати їх у визвольній боротьбі. Після виконання цієї місії, Лі працював в Університеті Вітвотерсранд, а Дженкін сам керував їх сховищем в Кейптауні. Незабаром після повстання в Совето Лі розклав кілька бомб з листівками в декількох місцях Йоганнесбурга.
У грудні 1976 року Лі поїхав до Кейптауна, де вони разом з Дженкін заклали бомби з листівками в місті та його околицях. За словами Дженкіна, «Повідомлення на листівках, яким би важливим воно не було, не мало такого значення, як той факт що це зробив АНК. Так сталось через ефект пропаганди…».
У червні 1977 року Лі розповсюдив кілька стосів листівок з лівими ідеями на конференції соціологів правих течій в Йоганнесбурзі. У вересні він і Дженкін повісили 10-метровий банер із написом «АНК Живе» на високому будинку в центрі Кейптауна. Разом з банером був пристрій який розкидав сотні листівок над натовпом внизу. Лі повернувся до Кейптауна в грудні після вступу на магістратуру з соціології і вони продовжили свою підпільну роботу. Але вони не знали що вже тоді поліція підозрювала їх і розпочала таємно стежити за ними.

### Арест
О 3 годині ранку 2 березня 1978 року їх обох заарештували коли помітили що вони несуть друкарське обладнання до власного житла.
Їх розділили, допитали та помістили в камери, не повідомивши ні про звинувачення, ні про їх права. Це було законним відповідно до розділу 6 Закону про тероризм, який дозволяв утримання під вартою без суду на строк до 60 днів з можливістю його продовження. Лі спробував втекти і це майже вдалось. Їх повідомили що вони звинувачуються за статтями про тероризм та посягання на державну безпеку. Після цього таємна поліція перевезла їх до в'язниці Полсмур у Кейптауні чекати суду. Через чотири тижні їм дозволили побачитися з родиною. Під час візиту батько Лі приніс йому примірник книги Papillon, яка надихнула їх серйозно задуматися над перспективою втечі і вони зосередилися на спостереженнях за всім що їх оточувало.

### Судовий процес
Разом з Тімом Дженкіном Стівена Лі судили у Верховному суді Кейптауна з 6 по 15 червня 1978 року за звинуваченням у допомозі виготовлення та розповсюдженні брошур для АНК і Комуністичної партії Південної Африки (SACP) та/або участі в АНК, SACP та Umkhonto we Sizwe (MK) (усі організації заборонені в тогочасній Південній Африці). Вони отримали погану юридичну консультацію через яку не мали права висловлювати власні заяви у відповідь на звинувачення. Сім'я Лі наполягала на тому, щоб використовувати іншого адвоката. І сам Лі, і його свідки (батьки, друг сім'ї та римо-католицький капелан) настоювали на тому, що Дженкін був ватажком, а Лі був просто зваблений його ідеями. Вироком суду Лі був засуджений до восьми років ув'язнення, а Дженкін — до дванадцяти.

### Ув'язнення
Спочатку їх доставили до центральної в'язниці Преторії для оцінки, де вони були призначені до місцевої в'язниці Преторії (вона же в'язниця Преторії) для відбування покарання. Це була окрема в'язниця, одна з трьох разом з Центральною Преторією та «Максимумом» або «Беверлі-Хіллз», які були частиною комплексу (хоча всі три часто помилково називали Центральною Преторією) У цій в'язниці їх направили до частини відбування суворого режиму, призначеної для білих політичних в'язнів-чоловіків. На той час їх було до 11. З першого дня вони спостерігали за своїм оточенням і розраховували шанси на втечу та її план.

### Втеча
Лі, Дженкін і Алекс Мумбаріс втекли з в'язниці Преторії в 1979 році., після ретельного планування та багатьох «тренувальних» спроб втечі. Цей процес дуже детально описаний в книзі Дженкіна «Втеча з Преторії» (1987, 2003)..
В розробку плану втечі та його реалізацію найбільший вклад зробили Дженкін і Мумбаріс, проте Лі завжди твердо підтримував їх ідеї та допомагав усім чим міг. Після втечі Лі на кілька тижнів відокремився від інших, залишившись зі своїми друзями в Йоганнесбурзі, перш ніж знову зустрітися з ними в аеропорту Луанди перед вилітом з Анголи.

### Життя після ув'язнення
Лі та Дженкін з'явилися на прес-конференції в Лусаці, Замбія, разом з Олівером Тамбо 2 січня 1980 року, щоб розповісти історію своєї втечі. Після перельоту до Танзанії 13 січня 1980 року Лі вилетів до Лондона. В той час він вже не мав південноафриканського громадянства, відмовившись від нього невдовзі після прибуття до Преторії.
У травні 1980 року наглядача, який стояв на варті в ніч втечі, сержанта Вермюлена було притягнуто до суду за «допомогу терористам» та/або, допомогу втечі трьох ув'язнених. Лі спочатку написав у газету про невиновність Вермюлена. Пізніше за проханням наглядача він надіслав своєму адвокату заяву під присягою в якій заявив про невиновність Вермюлена. Поєднання цього та багатьох невідповідностей у вибитому «зізнанні» призвело до остаточного виправдання Вермюллена.
На початку 1980-х Лі та Дженкін вирушили в турне по Швеції.

## В кіно та телебаченні
У 2013 році історія втечі з в'язниці була показана в 7-му епізоді 2-го сезону телевізійного серіалу «Прорив», знятого компанією National Geographic. Сцени містять уривки з інтерв'ю з Мумбарісом, Дженкіном, Лі, Денісом Голдбергом, та іншими в'язнями знятими у 2012 році, між відтвореними сцен втечі з в'язниці
У травні 2017 року було оголошено, що розпочнеться виробництво фільму за книгою Дженкіна, продюсером якого виступив Девід Баррон, з Деніелом Редкліффом у ролі Дженкіна та Ієном Хартом у ролі Голдберга. Зйомки фільму «Втеча з Преторії» почалися в Аделаїді, Південна Австралія, у березні 2019 року, коли до акторського складу приєднався Деніел Веббер у ролі Лі.